# Maria Lohela
Maria Lohela (prononcé en finnois : [ˈmɑriɑ ˈlohelɑ], née le 11 juin 1978 à Nivala) est une femme politique finlandaise. Membre du parti Réforme bleue de 2017 à 2019, elle est présidente de la Diète nationale de Finlande de 2015 à 2018. 

## Biographie
Maria Lohela est diplômée de l'université de Turku, où elle se spécialise par la suite dans la langue anglaise. Elle est également membre du conseil municipal de la ville de Turku entre 2009 et 2012.
Elle siège au parlement de 2011 à 2019. Après avoir conservé son siège aux élections législatives finlandaises de 2015, Maria Lohela devient présidente du Parlement finlandais en mai 2015. Âgée alors de 36 ans, elle est l'un des plus jeunes députés à occuper ce poste dans l'histoire du pays. 
Maria Lohela est partisane d'une limitation de l'immigration en Finlande. Avec d'autres figures de la vie politique finlandaise, elle est l'un des auteurs du Nuiva Manifesti, un programme électoral critique de la politique migratoire finlandaise.
Le 13 juin 2017, Lohela et 19 autres femmes et hommes politiques finlandais quittent le groupe parlementaire du Parti Vrais Finlandais pour fonder un nouveau groupe, nommé Nouvelle Alternative. En novembre de la même année, ils forment un nouveau parti politique appelé Réforme bleue.
Le 21 janvier 2019, elle annonce qu'elle quitte Réforme bleue pour rejoindre le Mouvement maintenant.